# Виртуальный столбец
Виртуальный столбец — столбец таблицы, который относится к реляционным базам данных, значение которого автоматически вычисляется с использованием значений других столбцов или другого детерминированного выражения. Виртуальные столбцы не являются частью какого-либо стандарта SQL и реализуются только некоторыми СУБД, такими как MariaDB, SQL Server, Oracle и Firebird (сервер баз данных).

## Реализация
Существует два типа виртуальных столбцов:
- Виртуальные столбцы;
- Постоянные столбцы.

Значения виртуальных столбцов вычисляются непосредственно тогда, когда это необходимо, то есть, сразу, например, когда они возвращаются оператором SELECT. Постоянные значения столбцов вычисляются, когда строка вставляется в таблицу, и записываются, как и все другие значения. Они могут измениться, если другие значения изменятся. Как виртуальные, так и постоянные столбцы имеют свои преимущества и недостатки: виртуальные столбцы не занимают место на диске, но они должны вычисляться каждый раз, когда запрос обращается к ним; постоянные столбцы не требуют процессорного времени, но занимают место на диске. Однако иногда выбор типа столбцов невозможен, поскольку некоторые СУБД поддерживают только один тип столбца (или ни один из них).

### MariaDB
MariaDB — это ответвление MySQL. Виртуальные столбцы были добавлены в версии 5.2. 
Выражения, которые можно использовать для вычисления виртуальных столбцов, имеют следующие ограничения:
- Они должны быть детерминированными.
- Они не могут возвращать постоянные значения.
- Они не могут использовать пользовательские функции или хранимые процедуры.
- Они не могут включать другие виртуальные столбцы.
- Они не могут использовать подзапросы.

Постоянные столбцы могут быть проиндексированы и могут быть частью внешнего ключа, с некоторыми небольшими ограничениями.
Виртуальные столбцы можно использовать только в тех таблицах, которые используют механизм хранения, который их поддерживает.
Механизмы хранения, поддерживающие виртуальные столбцы:
- InnoDB
- MyISAM
- Aria

Таблицы MRG_MyISAM могут основываться на таблицах MyISAM, которые содержат постоянные столбцы; но соответствующий столбец MRG_MyISAM должен быть определен как обычный столбец.
```
<
type
>
  
[
GENERATED
 
ALWAYS
]
  
AS
   
(
 
<
expression
>
 
)
  
[
VIRTUAL
 
|
 
PERSISTENT
]
  
[
UNIQUE
]
 
[
UNIQUE
 
KEY
]
 
[
COMMENT
 
<
text
>
]

```

- type — это тип данных столбца.
- expression — это выражение SQL, которое возвращает значение столбца для каждой строки.
- text является необязательным комментарием столбца.

### MySQL
Поддержка виртуальных столбцов, известных в MySQL как сгенерированные столбцы, стала доступна в версии 5.7. Различные ограничения на их использование были снижены в последующих версиях. 

### Oracle
Начиная с версии 11g, Oracle поддерживает виртуальные столбцы. 

### SQL Server
Microsoft SQL Server поддерживает виртуальные столбцы, но они называются вычисляемыми столбцами. 
SQL Server поддерживает как постоянные, так и непостоянные вычисляемые столбцы.

### Firebird
Firebird всегда поддерживал виртуальные столбцы, так же как и его предшественник InterBase поддерживает их. Они называются вычисляемыми столбцами. 
Firebird поддерживает виртуальные столбцы, а не постоянные, и позволяет выполнять подвыборы, вызывая встроенные функции, внешние функции и хранимые подпрограммы в выражении виртуального столбца.

### Синтаксис
Создание виртуального столбца можно выполнить во время создания таблицы, синтаксис определения виртуальных столбцов при добавлении их в уже существующую таблицу будет иметь следующий вид:
```
column_name
 
[
type
]
 
COMPUTED
 
BY
 
(
expression
)

```

или
```
column_name
 
[
type
]
 
GENERATED
 
ALWAYS
 
AS
 
(
expression
)

```